# Американская готика
«Американская готика» (англ. American Gothic) — картина американского художника Гранта Вуда, созданная в 1930 году. Один из самых узнаваемых (и пародируемых) образов в американском искусстве XX века.

## Сюжет
На картине изображён фермер с дочерью на фоне дома, построенного в стиле плотницкой готики. В правой руке у фермера вилы, которые он держит в крепко сжатом кулаке так, как держат оружие. По мнению ряда критиков, Вуду удалось передать непривлекательность отца и дочери — плотно сжатые губы и тяжёлый вызывающий взгляд отца, его локоть, выставленный перед дочерью, её стянутые волосы лишь с одним свободным локоном, чуть повёрнутая в сторону отца голова и глаза, полные обиды или возмущения. Дочь одета в уже вышедший из моды передник. По воспоминаниям сестры художника, она по его просьбе нашила характерную окантовку на передник, споров её со старой одежды матери. Передник с такой же окантовкой встречается и на картине Вуда «Женщина с растениями» — портрете матери художника.
На воротнике платья девушки прикреплена брошь с изображением Персефоны.
Швы на одежде фермера напоминают вилы в его руке. Контурам вил как бы вторят и очертания окон дома на заднем плане. Над правым плечом женщины на заднем плане видны горшки с растениями (также напоминающими вилы) и шпиль церкви вдалеке, а за левым плечом мужчины — амбар. Композиция картины напоминает американские фотографии конца XIX века. Пуританская сдержанность персонажей во многом соответствуют реализму, характерному для европейского течения 1920-х годов «Новая вещественность» (нем. Neue Sachlichkeit), с которым Вуд познакомился во время поездки в Мюнхен. Картина также находит параллели с «Новым ви́дением» — реалистическим течением в американской художественной фотографии 1920-х — 1930-х годов.

## История создания
В 1930 году в городе Элдон (англ. Eldon) штата Айова Грант Вуд заметил маленький белый домик в стиле плотницкой готики. Он захотел изобразить этот дом и людей, которые, по его мнению, могли бы в нём жить. Моделью для дочери фермера послужила сестра художника Нэн, а моделью для самого фермера — Байрон Маккиби (Byron McKeeby), зубной врач из города Сидар-Рапидс (Cedar Rapids) в штате Айова. Здание и людей Вуд писал по отдельности, т. е. той сцены, какую мы видим на картине, никогда не было в действительности.
Вуд представил «Американскую готику» на конкурсе в Чикагском институте искусств. Судьи оценили её как «юмористическую валентинку», но хранитель музея убедил их выдать автору приз суммой в 300 долларов и настоятельно рекомендовал руководству упомянутого института приобрести эту работу, которая и по сей день остаётся в коллекции данного учреждения. 
Вскоре репродукцию картины опубликовали в газетах Чикаго, Нью-Йорка, Бостона, Канзас-Сити и Индианаполиса. Однако на публикацию её в газете города Сидар-Рапидс последовала негативная реакция. Жители Айовы были разгневаны тем, как художник изобразил их. Одна фермерша даже угрожала откусить автору ухо. Грант Вуд попытался оправдаться, объясняя, что его замысел состоял в том, чтобы создать собирательный образ американцев, а вовсе не карикатуру на обитателей Айовы. Сестра Вуда, недовольная тем, что на картине её можно принять за жену человека вдвое старше неё самой, акцентировала внимание на том, что произведение изображает отца с дочерью, а не супружескую чету, тогда как сам автор этот аспект никак не комментировал.
Критики Гертруда Штайн и Кристофер Морли считали, что картина представляет собой сатиру на сельскую жизнь маленьких американских городков. «Американская готика» была частью нараставшей в то время тенденции критического изображения сельской Америки, нашедшей отражение также в книгах «Уайнсбург, Огайо» Шервуда Андерсона, «Главная улица» Синклера Льюиса и др. С другой стороны, Вуда обвиняли и в идеализации антипатии к цивилизации, в отрицании прогресса, урбанизации и т. п.
Однако во времена Великой депрессии отношение к картине изменилось: её стали рассматривать как отображение непоколебимого духа американских первопроходцев. Вуд способствовал этому интерпретационному переходу, отказавшись от своей богемной юности в Париже и объединившись с художниками-популистами Среднего Запада, такими как Джон Стюарт Карри и Томас Харт Бентон, которые восстали против доминирования художественных кругов Восточного побережья. В тот период цитировали слова Вуда: «Все хорошие идеи, которые мне когда-либо приходили в голову, приходили когда я доил корову».